# Uropyxis roseana
Uropyxis roseana ist eine Ständerpilzart aus der Ordnung der Rostpilze (Pucciniales). Der Pilz ist ein Endoparasit des Hülsenfrüchtlers Tephrosia talpa. Symptome des Befalls durch die Art sind Rostflecken und Pusteln auf den Blattoberflächen der Wirtspflanzen. Sie ist ein Endemit Mexikos.

## Merkmale

### Makroskopische Merkmale
Uropyxis roseana ist mit bloßem Auge nur anhand der auf der Oberfläche des Wirtes hervortretenden Sporenlager zu erkennen. Sie wachsen in Nestern, die als gelbliche bis braune Flecken und Pusteln auf den Blattoberflächen erscheinen.

### Mikroskopische Merkmale
Das Myzel von Uropyxis roseana wächst wie bei allen Uropyxis-Arten interzellulär und bildet Saugfäden, die in das Speichergewebe des Wirtes wachsen. Die Spermogonien der Art wachsen beidseitig in kleinen Gruppen auf den Wirtsblättern. Die um sie herum wachsenden Aecien sind gelbbraun. Ihre gelblichen Aeciosporen sind 28–33 × 20–23 µm groß, eiförmig bis breitellipsoid und stachelwarzig. Uredien bildet der Pilz offenbar nicht aus. Die Telien der Art sind bislang unbeschrieben. Die gelblichen Teliosporen sind zweizellig und doppelwandig, in der Regel ellipsoid, stachelwarzig und meist 29–37 × 18–23 µm groß. Ihre Stiele sind farblos und apikal bis zu 25 µm breit.

## Verbreitung
Das bekannte Verbreitungsgebiet von Uropyxis roseana umfasst lediglich Mexiko.

## Ökologie
Die Wirtspflanze von Uropyxis roseana ist Tephrosia talpa. Der Pilz ernährt sich von den im Speichergewebe der Pflanzen vorhandenen Nährstoffen, seine Sporenlager brechen später durch die Blattoberfläche und setzen Sporen frei. Die Art durchläuft einen wohl mikrozyklischen Entwicklungszyklus mit Spermogonien, Aecien und Telien. Als autoöker Parasit vollzieht sie keinen Wirtswechsel.